# Montreuil-sur-Maine
Montreuil-sur-Maine è un comune francese di 714 abitanti situato nel dipartimento del Maine e Loira nella regione dei Paesi della Loira.

## Società

### Evoluzione demografica
Abitanti censiti